# Idänpää

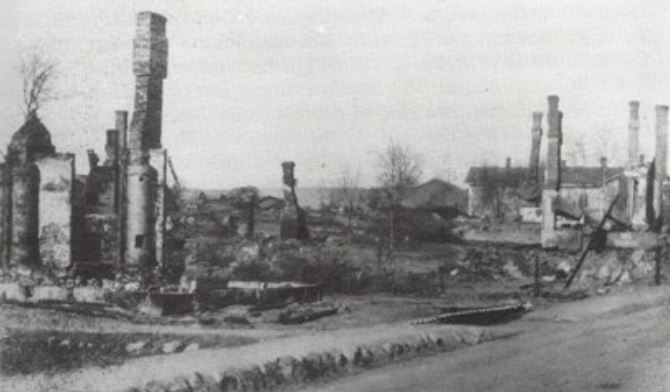
Le village d'Idänpää détruit par l'artillerie allemande lors de la bataille d'Hämeenlinna.

Idänpää est le 16ème quartier d'Hämeenlinna en Finlande.

## Présentation
Le quartier d'Idänpää est situé à environ trois kilomètres à l'ouest du centre-ville d'Hämeenlinna sur le site de l'ancien village d'Idänpää. 
Le village était situé à l'extrémité Est du lac Katumajärvi ce qui lui a donné son nom. 
Près du centre d'affaires la route nationale 10 croise la route Viipurintie en direction du centre-ville.
Le quartier d'Idänpää abrite, entre autres, le cetre médical d'Idänpää, la maison de service de Päivärinne, un S-market, Alko, un R-kioski, ainsi que des concessionnaires automobiles et des stations d'essence. 
Les quartiers voisins d'Idänpää sont Hätilä, Sairio, Ruununmylly, Kappola et Katinen.